# Boscos secs de Chhota-Nagpur
El bosc sec de fulla caduca de l'altiplà de Chotta-Nagpur és una ecoregió terrestre de la província ecològica índia de l'ecozona oriental segons la tipologia del Fons Mundial per la Natura (WWF). Biològicament, l'ecoregió pertany a boscos tropicals i subtropicals de fulla seca de l'est de l'Índia i és compatible amb els boscos secs de l'altiplà de Chotta-Nagpur de la llista 200.
L'altiplà de Chhota Nagpur és a l'est de l'Índia. Cobreix bona part de l'estat de Jharkhand, així com algunes parts adjacents d'Odisha, Bengala Occidental, Bihar i Chhattisgarh. La plana indogangètica es troba al nord i a l'est de l'altiplà i la conca del riu Mahanadi es troba al sud. La superfície total de l'altiplà de Chota Nagpur és d'aproximadament 65.000 quilòmetres quadrats.

## Clima
L'altiplà de Chhota Nagpur té un clima atractiu. Durant cinc a sis mesos de l'any, a partir d'octubre, els dies són assolellats i refrescants. La temperatura mitjana al desembre és de 23 °C. Les nits són fresques i les temperatures a l'hivern poden baixar per sota del punt de congelació en molts llocs. A l'abril i al maig, la temperatura del dia pot travessar 38 °C, però és molt seca i no xafogosa com a les planes adjacents. La temporada de pluges (de juny a setembre) és agradable. L'altiplà de Chota Nagpur rep una pluja mitjana anual d'uns 1.400 mil·límetres (55 polzades), que és inferior a les zones boscoses de gran part de l'Índia i gairebé tota durant els mesos de monsó entre juny i agost.
Els boscos secs de fulla caduca Chhota Nagpur, una ecoregió de boscos secs tropicals i subtropicals, engloba l'altiplà. L'ecoregió té una superfície de 122.100 quilòmetres quadrats, que abasta la major part de l'estat de Jharkhand i les parts adjacents d'Odisha, Bengala Occidental, Bihar, Chhattisgarh, Uttar Pradesh i Madhya Pradesh.
L'ecoregió és més seca que les que l'envolten, incloent els boscos caducifolis humits de les Terres altes de l'Est que cobreix els Ghats Orientals i la Serralada Satpura al sud, i els boscos decidus humits de les Planes Gangètiques Baixes a l'est i al nord.
L'altiplà està cobert amb diversos hàbitats dels quals predomina el bosc de Sal. L'altiplà acull la reserva de tigres de Palamau i altres grans blocs d'hàbitat natural que es troben entre els pocs refugis que queden a l'Índia per a grans poblacions de tigre i elefants asiàtics.
Els boscos van des de secs fins a humits i arriben fins a 25 metres d'alçada. L'altiplà també és pantanós en alguns llocs i en altres parts està cobert de praderies i arbustos de bambú com Holarrhena i Dodonaea. La flora de l'altiplà es diferencia de les parts més humides de l'Índia que l'envolta i inclou diverses plantes endèmiques com Aglaia haslettiana i espècies de plantes en perill d'extinció, com Madhuca longifolia i Butea monosperma.
Tigres, elefants asiàtics, antílops quadricornis (Tetracerus quadricornis), antílop negre (Antilope cervicapra), gasela de Bennett (Gazella bennettii), gos salvatge asiàtic (Cuon alpinus) i os morrut (Melursus ursinus) són alguns dels animals que es troben aquí mentre que els ocells inclouen el sisó emplomallat amenaçat (Eupodotis indica), calau gris de l'Índia i altres calaus.
Més de la meitat del bosc natural de l'altiplà ha estat netejat per a pastures i l'escalada de les operacions mineres a l'altiplà pertorba el moviment i, per tant, la supervivència de la vida salvatge inclosos elefants i tigres.

## Espais protegits
Al voltant del 6 per cent de la superfície de l'ecoregió es troba dins de zones protegides, amb 6.720 quilòmetres quadrats el 1997. Els més grans són la Reserva de Tigres de Palamau i el Parc Nacional de Sanjay.
- Santuari de la vida salvatge de Bhimbandh, Bihar (910 km²)
- Santuari de la vida salvatge Dalma, Jharkhand (630 km²)
- Santuari de la vida salvatge de Buda de Gautam, Bihar (110 km²)
- Santuari de la vida salvatge Hazaribag, Jharkhand (450 km²)
- Santuari de la vida salvatge de Koderma, Jharkhand (180 km²)
- Santuari de la vida salvatge de Lawalong, Jharkhand (410 km²)
- Reserva del tigre Palamau, Jharkhand (1.330 km²)
- Santuari de la vida salvatge de Ramnabagan, Bengala Occidental (150 km²)
- Parc Nacional de Sanjay, Madhya Pradesh (1.020 km², una part de la qual es troba a l'ecoregió de boscos caducifolis secs a la vall de Narmada)
- Santuari de vida salvatge de Semarsot, Chhattisgarh (470 km²)
- Parc Nacional Simlipal, Odisha (420 km²)
- Santuari de la vida salvatge Saptasajya, Odisha (20 km²)
- Santuari de la vida salvatge Tamor Pingla, Chhattisgarh (600 km²)
- Santuari de la vida salvatge de Topchanchi, Jharkhand (40 km²)